# Віллі Стефанус
Віллі Стефанус (англ. Willy Stephanus, нар. 29 жовтня 1991, Марієнталь) — намібійський футболіст, півзахисник клубу «Лусака Дайнамос».
Виступав, зокрема, за клуб «Блек Африка», а також національну збірну Намібії.

## Клубна кар'єра
У дорослому футболі дебютував 2009 року виступами за команду клубу «Блек Африка». 
З 2015 по 2018 рік на правах оренди грав у складі команд клубів «Крабі» та «Каяані».
До складу клубу «Лусака Дайнамос» приєднався 2019 року. 

## Виступи за збірну
У 2011 році дебютував в офіційних матчах у складі національної збірної Намібії.
У складі збірної — учасник Кубка африканських націй 2019 року в Єгипті.